# Estênico
Na escala de tempo geológico, o Estênico (português brasileiro) ou Esténico (português europeu) é o período da era Mesoproterozoica do éon Proterozoico que está compreendido entre há 1200 milhões de anos e 1000 milhões de anos, aproximadamente. O período Estênico sucede o período Ectásico de sua era e precede o período Tônico da era Neoproterozoica de seu éon. Como os outros períodos de seu éon, não se divide em épocas.
O período Estênico (do grego στενός (stenós), significa "estreito") é o período geológico final na Era Mesoproterozoica. Em vez de se basearem em estratigrafia, essas datas são definidas de forma cronetrômica. O nome deriva de cintos polietamórficos estreitos formados durante este período. O supercontinente Rodinia se agrupou durante o Estênico. Isso duraria até o período de Tônico. Este período inclui a formação do Keweenawan Rift.
Rodinia teve caracteristica de um local árido e desolado. A vida ainda não havia colonizado terra. Os únicos sinais de vida perto da terra foram os crescimentos profusos de estromatólitos ao longo das costas. A atmosfera, que continha cerca de 1% de oxigênio no início do mesoproterozoico, aumentou o teor de oxigênio para não mais de 2-4% no momento da formação de Rodinia. Consequentemente, não havia camada de ozônio.